# 范布倫／第1大道與范布倫／中央大道站
范布倫/第1大道與范布倫/中央大道站（英語：Van Buren/1st Avenue and Van Buren/Central Avenue stations），是一對位於美國亞利桑那州鳳凰城鳳凰城輕鐵的車站。

## 鄰近地標
- 聖卡洛斯酒店（英語：Hotel San Carlos）
- 山谷青年劇院（英語：Valley Youth Theatre）
- 赫爾貝格劇院中心（英語：Herberger Theater Center）
- 亞利桑那州州立大學護士學及創新健康管理學院（英語：ASU School of Nursing and Healthcare Innovation）
- 亞利桑那州州立大學沃爾特·克朗凱特新聞及大眾傳播學院（英語：ASU Walter Cronkite School of Journalism and Mass Communication）
- 大通大樓（英語：Chase Tower）
- 美國郵政局鳳凰城市中心總行

## 站內藝術
鳳凰城輕鐵的每一個車站內都會加入一些藝術元素。在此兩站內，藝術家Ries Niemi為站內提供了一個特別設計的欄杆。欄杆上的曲線設計是要把市中心常見的直線帶來一些轉變。

## 接駁交通
| 普通巴士                     | 普通巴士           | 普通巴士       | 普通巴士       |
| ---------------------------- | ------------------ | -------------- | -------------- |
| 0號                          | 3號                | 7號            | 7L號           |
| 8號                          | 10號               | 12號           | 15號           |
| RAPID特快巴士                |                    |                |                |
| 10號州際公路東行線           | 10號州際公路西行線 | 17號州際公路線 | 51號州際公路線 |
| 特快巴士                     |                    |                |                |
| 510號                        | 512號              | 520號          | 521號          |
| 531號                        | 532號              | 533號          | 535號          |
| 540號                        | 541號              | 560號          | 562號          |
| 570號                        | 571號              | 573號          | 575號          |
| 581號                        | 582號              | 590號          |                |
| 地區穿梭巴士                 |                    |                |                |
| 市中心地區穿梭巴士（英語：Downtown Area Shuttle, DASH） |                    |                |                |

## 外部連結
- 輕鐵／鳳凰城市路線圖 （英文）